# Songdalen
Songdalen é uma antiga comuna da Noruega, com 217 km² de área e 5 483 habitantes (censo de 2004).         